# Kolari, Smederevo
Kolari (izvirno srbsko Колари) je naselje v Srbiji, ki upravno spada pod Mesto Smederevo; slednja pa je del Podonavskega upravnega okraja.

## Demografija
V naselju živi 937 polnoletnih prebivalcev, pri čemer je njihova povprečna starost 39,5 let (38,0 pri moških in 40,9 pri ženskah). Naselje ima 360 gospodinjstev, pri čemer je povprečno število članov na gospodinjstvo 3,32.
To naselje je, glede na rezultate popisa iz leta 2002, večinoma srbsko, a v času zadnjih 3 popisov je opazen porast števila prebivalcev.
|  |

| Demografija | Demografija     | Demografija     |
| Leto        | Št. prebivalcev | Št. prebivalcev |
| ----------- | --------------- | --------------- |
|             |                 |                 |
|             |                 |                 |
|             |                 |                 |
|             |                 |                 |
| 1948        | 799             |                 |
| 1953        | 825             |                 |
| 1961        | 926             |                 |
| 1971        | 988             |                 |
| 1981        | 1118            |                 |
| 1991        | 1155            | 1131            |
| 2002        | 1266            | 1196            |
|             |                 |                 |

| Etnična sestava po popisu iz leta 2002 | Etnična sestava po popisu iz leta 2002 | Etnična sestava po popisu iz leta 2002 | Etnična sestava po popisu iz leta 2002 | Etnična sestava po popisu iz leta 2002 |
| -------------------------------------- | -------------------------------------- | -------------------------------------- | -------------------------------------- | -------------------------------------- |
| Srbi                                   | Srbi                                   |                                        | 1.150                                  | 96,15%                                 |
| Makedonci                              | Makedonci                              |                                        | 13                                     | 1,08%                                  |
| Romi                                   | Romi                                   |                                        | 6                                      | 0,50%                                  |
| Hrvati                                 | Hrvati                                 |                                        | 3                                      | 0,25%                                  |
| Jugoslovani                            | Jugoslovani                            |                                        | 3                                      | 0,25%                                  |
| Bolgari                                | Bolgari                                |                                        | 2                                      | 0,16%                                  |
| Bošnjaki                               | Bošnjaki                               |                                        | 1                                      | 0,08%                                  |
| Neznano                                | Neznano                                |                                        | 14                                     | 1,17%                                  |